# 사라만다
《사라만다》(일본어: 沙羅曼蛇, 영어: Salamander)는 일본 코나미사의 슈팅 게임으로, 1986년에 제작되었다. 전작인 그라디우스에서 파생된 사라만다 시리즈의 최초판으로, 다른 갈래의 후속작인 그라디우스 2나 그라디우스 II보다 앞서 제작되고 시판되었다. 분신 공격과 엔딩 후 난이도 상승 등 많은 면에서 그라디우스를 답습하고 있으나 다른 점도 많다.
이후 사라만다를 변형한 게임 《라이프포스》(Lifeforce)가 1987년에 제작되었다. 그 전에 사라만다와 같은 해인 1986년에 제작된 유럽 및 북아메리카판의 라이프 포스는 단순히 사라만다에서 이름만 바꾼 것이다. 반면, 1987년에 제작된 일본판 라이프포스는 그라디우스의 파워업 방식을 도입하였고, 스테이지의 모든 배경요소(화산, 기지 제외)도 생명체로 바꾸었다. 여기서 한 가지 주의할 점은 1P인 빅 바이퍼와 2P인 로드 브리티쉬의 파워업 게이지의 순서가 서로 다르다는 것이다.

## 간략한 게임 설명
최초의 사라만다를 기준으로 설명한다.

### 전작그라디우스와 다른 점
- 죽으면 특정 지점부터 다시 시작하는 것이 아니라 그 자리에서 바로 살아난다.
  - 이때 분신이 떨어져 나가는데, 살아날 때 떨어진 분신을 잡아 바로 장착할 수 있다.
- 스테이지에 따라 종·횡이 바뀐다.

### 파워업
파워업 개념은 그라디우스와 전혀 다르다. 붉은 색의 작은 적군(편대 포함)을 잡으면 아이템이 나오는 것은 같으나, 게이지에 의한 파워업을 하지 않는다. 파워업의 종류가 미리 정해져서 각기 다른 모습을 한다. 아래와 같은 6가지 파워업 중 하나가 제공된다.
- Speed Up : 전작과 같이 속도가 1단계씩 올라간다. 하지만 전작보다 속도 증가폭이 크다.
- Missile : 미사일을 발사한다. 전작과는 달리 위아래 또는 양 옆으로 두 개가 동시에 기어간다. 스테이지 4와 스테이지 6에서는 땅으로 떨어지기도 한다.
- Ripple : 고리형의 레이저를 발사한다.
- Cyclone Laser : 전작의 레이저와 같다.
- Option : 전작과 마찬가지로 분신공격을 한다.
- Shield (Force Field) : 전작과 마찬가지로 전방을 방어한다.

### 스테이지
아래와 같이 6개가 존재한다. (괄호 안은 스크롤 방향임.)
- 스테이지 1 : 생명체 내부 (횡)
- 스테이지 2 : 우주 공간 (종)
- 스테이지 3 : 화염 (횡)
- 스테이지 4 : 화산+소형기지 (종)
- 스테이지 5 : 우주 공간 (횡)
- 스테이지 6 : 본기지 (종)

## 배경 음악
| 장면       | 트랙명           |
| ---------- | ---------------- |
| 스테이지 1 | Power of Anger   |
| 스테이지 2 | Fly High         |
| 스테이지 3 | Planet Ratis     |
| 스테이지 4 | Starfield        |
| 스테이지 5 | Burn The Wind    |
| 스테이지 6 | Destroy Them All |
| 스테이지 6 | Aircraft Carrier |
| 보스전     | Poison of Snake  |
| 엔딩       | Peace Again      |
| 게임오버   | Crystal Forever  |

### 패밀리 컴퓨터판 배경 음악
| 장면       | 트랙명           |
| ---------- | ---------------- |
| 스테이지 1 | Power of Anger   |
| 스테이지 2 | Starfield        |
| 스테이지 3 | Planet Ratis     |
| 스테이지 4 | Burn The Wind    |
| 스테이지 5 | Thunderbolt      |
| 스테이지 5 | Aircraft Carrier |
| 스테이지 6 | Destroy Them All |
| 보스전     | Poison of Snake  |
| 엔딩       | Peace Again      |
| 게임오버   | Crystal Forever  |
| 미사용     | Combat           |

## 평가
| 평가 |        |
| (Home computers) |        |
| --- | ------ |
| 평론 점수 평론사 점수 올게임 [ 10 ] 크래시 79% [ 11 ] CVG 93% [ 12 ] 싱클레어 유저 [ 13 ] 유어 싱클레어 4/10 [ 14 ] ACE 881 [ 15 ] The Games Machine 66% [ 16 ] |        |
| 평론 점수 |        |
| 평론사 | 점수   |
| 올게임 | [ 10 ] |
| 크래시 | 79%    |
| CVG | 93%    |
| 싱클레어 유저 | [ 13 ] |
| 유어 싱클레어 | 4/10   |
| ACE | 881    |
| The Games Machine | 66%    |